# Romanización de Galicia

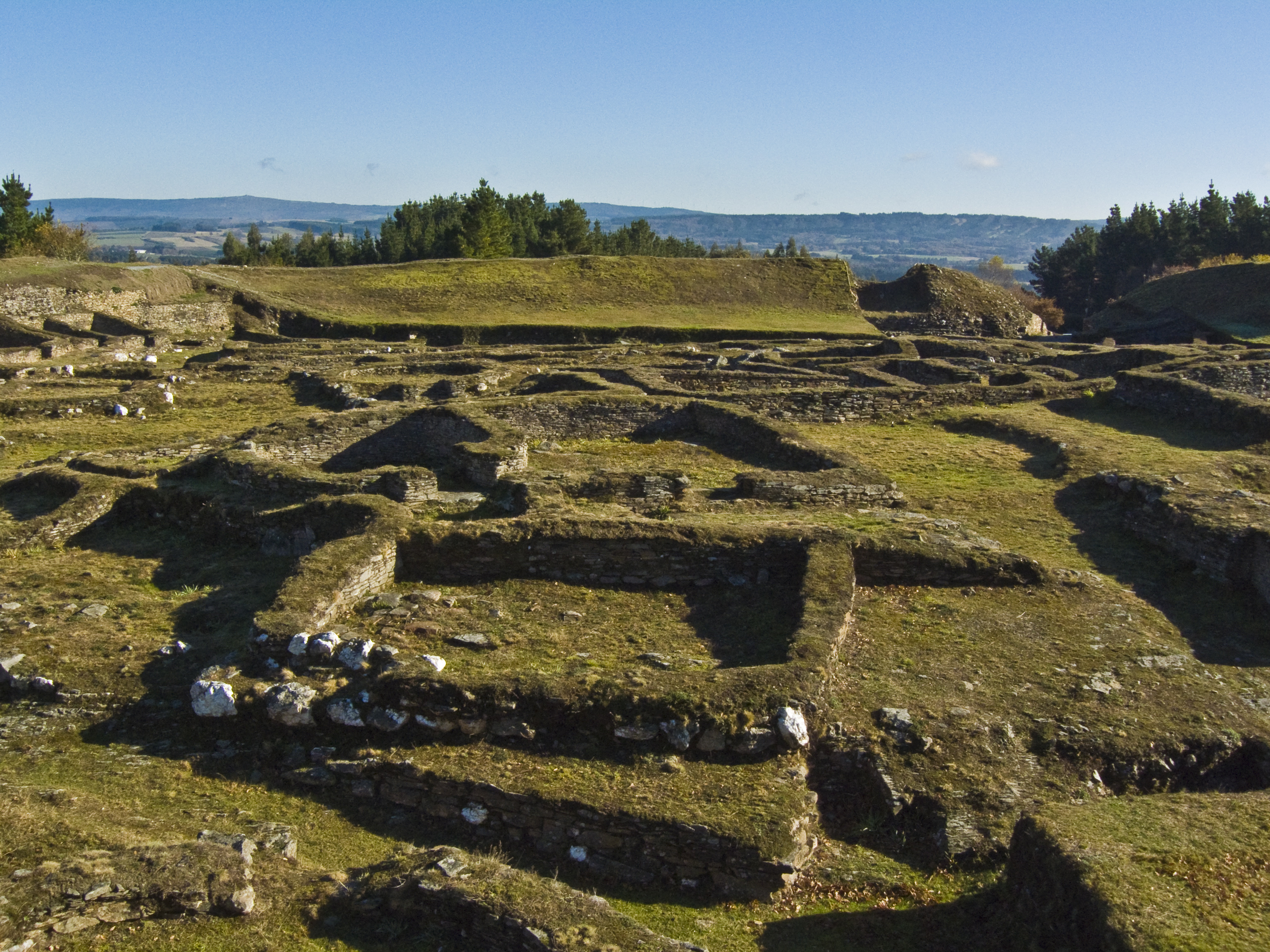
Castro de Viladonga, en Lugo, ejemplo de castro romanizado.

La  romanización de Galicia es un  proceso por el cual los territorios conquistados de la actual Galicia por el Imperio romano iban adoptando las costumbres, técnicas, religión y finalmente el idioma de estos.
El comienzo de la romanización de Galicia se suele datar con la expedición de Décimo, el Galaico, y el hito de atravesar el río Lethes (Limia), o del olvido. Sin embargo el noroeste peninsular no fue integrado inmediatamente en el mundo romano. A lo largo del siglo I fue estableciéndose un comercio, principalmente en la costa, acompañado de varias expediciones militares (Craso, Marco Perpenna Ventón, Julio César), de manera que cuando Augusto emprendió las guerras cántabras, el noroeste era ya simplemente una base de operaciones. El noroeste peninsular fue organizado sobre la base del sistema prexistente en populi y castella, representado en las inscripciones por una C invertida. En el año 74 d. C., se concedió el ius Latii para toda la península.
El territorio perteneció primero a la provincia de Lusitania, luego a la Tarraconensis y finalmente se constituyó la Gallaecia, ya en el siglo III. Esta se dividió en tres conventos (demarcaciones) jurídicos: bracarense, lucense y asturicense. El latín fue sustituyendo las lenguas anteriores en un proceso que finalizaría probablemente en el siglo III d. C.
Los medios de subsistencia continuaron siendo los mismos; en la organización económica resultaban relevantes dos elementos: por una parte, la introducción de la villa romana, residencia rural de lujo y explotación agrícola al mismo tiempo, que se expandiría a partir del siglo III (Bajo Imperio romano); por otra parte, el aprovechamiento de minas, en especial de oro, que decaería en el siglo II. En las minas se empleaban esclavos, aunque las villae fueron atendidas por colonos. La estructura social castreña perviviría largo tempo en forma de aristocracia indígena romanizada y de población rural.
En Gallaecia el cristianismo fue introducido, seguramente, a mediados del siglo III, por soldados de la Legio VII Gemina. Un episodio notorio fue la difusión del priscilianismo a finales del siglo IV.